# Enthymesis
Enthymesis ist ein lateinisches, später deutsches Kunstwort aus dem Griechischen (ἐνθύμησις, wörtlich: „die Hineinfühlung“, das sich Hineinversetzen in die eigene Gemütsanlage, den eigenen Thymos, die eigene Lebenskraft), das in der spekulativ-mystischen Literatur des ausgehenden Mittelalters als Benennung des Wesens der „Begierde“ erscheint.
In religiösen Lehren der Gnosis nahestehenden Betrachtungen des römischen Kaisers Konstantin der Große wird Enthymesis als „zur Materie gehörender begreifender Gedanke“ gedeutet.
Der deutsche Schriftsteller Arno Schmidt wählte den Begriff zum Titel seiner im Jahr 1946 entstandenen und 1949 erschienenen Erzählung Enthymesis oder W.I.E.H..